# Good Morning, Miss Dove
Good Morning, Miss Dove é um filme de drama estadunidense de 1955 dirigido por Henry Koster e estrelado por Jennifer Jones, Robert Stack, Kipp Hamilton, Robert Douglas, Peggy Knudsen, Marshall Thompson, Chuck Connors e Mary Wickes. O roteiro, adaptado por Eleanore Griffin, foi baseado no romance homônimo de Frances Gray Patton.
Uma adaptação para a TV, com Phyllis Kirk no papel principal, foi ao ar em 1956 como parte da série de antologia The 20th Century-Fox Hour.

## Enredo
Uma professora dedicada sacrifica a felicidade pessoal para ficar com seus alunos. Miss Dove é uma professora rígida e muito respeitada. Um dia, durante o trabalho, Srta. Dove sente muita dor nas costas, mas continua com a sua aula. Após o final, ela pede a um de seus alunos que fique para chamar um médico. Thomas, um médico e ex-aluno dela, a leva ao hospital e a interna. Enquanto está no hospital, seus ex-alunos se reúnem ao seu redor, fazendo com que a Srta. Dove reflita sobre seu passado.

## Elenco
- Jennifer Jones como Miss Dove
- Robert Stack como Dr. Baker
- Kipp Hamilton como Jincey
- Robert Douglas como Porter
- Peggy Knudsen como Billie Jean
- Chuck Connors como Bill Holloway
- Marshall Thompson como Pendleton
- Biff Elliot como Reverendo Burnham
- Jerry Paris como Rab Levine
- Mary Wickes como Senhorita Ellwood
- Richard Deacon como Sr. Spivey

## Recepção
O New York Times comentou: "Good Morning, Miss Dove merece crédito por ser honesto e divertido, já que é descaradamente triste sem ser excessivamente sentimental sobre sua heroína".